# Live at the Royal Albert Hall (album Erasure)
Live at the Royal Alber Hall (RAH)  – koncertowy album brytyjskiej grupy Erasure wydany w  roku 2007. Koncert zarejestrowano 25 października 2007 roku w Londynie.

## Utwory
| #   | Tytuł                         | Długość | Album                         |
| --- | ----------------------------- | ------- | ----------------------------- |
| 1.  | Sunday Girl                   | 4:47    | Light at the End of the World |
| 2.  | Blue Savannah                 | 4:22    | Wild!                         |
| 3.  | Drama!                        | 4:29    | Wild!                         |
| 4.  | I Could Fall in Love with You | 4:39    | Light at the End of the World |
| 5.  | Fly Away                      | 3:24    | Light at the End of the World |
| 6.  | Breathe                       | 4:20    | Nightbird                     |
| 7.  | Storm in a Teacup             | 4:40    | Light at the End of the World |
| 8.  | Chains of Love                | 3:53    | The Innocents                 |
| 9.  | Breath of Life                | 4:50    | Chorus                        |
| 10. | Love to Hate You              | 4:20    | Chorus                        |
| 11. | Sucker For Love               | 4:02    | Light at the End of the World |
| 12. | Jacques Cousteau              | 3:44    | Union Street                  |
| 13. | Victim of Love                | 3:56    | The Circus                    |
| 14. | When a Loser Leaves You       | 4:00    | Light at the End of the World |
| 15. | Ship of Fools                 | 4:07    | The Innocents                 |
| 16. | Chorus                        | 5:19    | Chorus                        |
| 17. | Sometimes                     | 4:02    | The Circus                    |
| 18. | A Little Respect              | 5:03    | The Innocents                 |
| 19. | Oh L’amour                    | 3:51    | Wonderland                    |
| 20. | Glass Angel                   | 6:10    | Light at the End of the World |
| 21. | Stop                          | 3:37    | Crackers International        |